# Andrómeda VIII
Andrómeda VIII (And VIII / 8) es una galaxia descubierta en agosto de 2003. Es una galaxia compañera de la Galaxia de Andrómeda, M31, y evadió la detección durante tanto tiempo debido a su naturaleza difusa.
La galaxia finalmente se descubrió midiendo los desplazamientos al rojo de las estrellas frente a Andrómeda, que demostraron tener velocidades diferentes a las de M31 y, por lo tanto, eran parte de una galaxia diferente.